# Districte de Shōzu
El districte de Shōzu (小豆郡, Shōzu-gun) és un districte insular localitzat a la mar interior de Seto, a la prefectura de Kagawa, a la regió de Shikoku, Japó. Es tracta de l'únic districte exclusivament insular de la prefectura.

## Geografia

### Municipis
| |          |          |          |
| \| Municipi \| Població \| Extensió \| Densitat \| \| -------- \| -------- \| -------- \| -------- \| \| Kotohira \| 8.466 \| 8,47 \| 1.000 \| \| Mannō \| 17.324 \| 194,45 \| 89,1 \| \| Tadotsu \| 22.813 \| 24,39 \| 935 \| \| Total \| 48.603 \| 227,31 \| 214 \| |          |          |          |
| Municipi | Població | Extensió | Densitat |
| Kotohira | 8.466    | 8,47     | 1.000    |
| Mannō | 17.324   | 194,45   | 89,1     |
| Tadotsu | 22.813   | 24,39    | 935      |
| Total | 48.603   | 227,31   | 214      |

## Història

### Antics municipis
La següent és una llista dels antics municipis del districte amb enllaç als seus actuals municipis:
- Uchinomi (内海町) (1951-2006)
- Ikeda (池田町) (1929-2006)
- Yasuda (安田村) (1890-1951)
- Sakate (坂手村) (1890-1951)
- Mito (三都村) (1890-1954)
- Shikai (四海村) (1890-1955)
- Nishi (西村) (1890-1951)
- Kusakabe (草壁町) (1890-1951)
- Ōnude (大鐸村) (1890-1955)
- Ōbe (大部村) (1890-1957)
- Nibu (二生村) (1890-1954)
- Nōma (苗羽村) (1890-1951)
- Fukuda (福田村) (1890-1957)
- Fuchizaki (淵崎村) (1890-1955)
- Toshima (豊島村) (1890-1955)
- Kitaura (北浦村) (1890-1955)